# Wormerland
Wormerland – gmina w Holandii, w prowincji Holandia Północna. Gminę utworzono w 1991 roku z połączenia gmin Jisp, Wijdewormer i Wormer.

## Miejscowości
- Jisp
- Neck
- Oostknollendam
- Spijkerboor
- Wijdewormer
- Wormer

Przysiółki
- Bartelsluis
- Engewormer